# FORSPOKEN
『FORSPOKEN』（フォースポークン）は、スクウェア・エニックスよりPS5、およびPC （Steam/Epic Gamesストア/Microsoftストア） 向けに2023年1月24日に発売されたゲームソフト。ソニーとの契約の関係で、コンソール版は2年間の間PS5のみで展開される。題名の由来は古英語の「Forspeak」（魔法にかける）の過去分詞。

## 概要
スクウェア・エニックスの新規IPによるアクションRPG。開発は『ファイナルファンタジーXV』に携わったスタッフらを中心としたLuminous Productionsが担当する。
本作はプレイヤーがいつでもどこにでも移動できるオープンワールドのゲーム形式を採用している。ディレクターの荒牧によると、ゲームプレイは地形の移動速度と流動性に重点を置いたものとされている。スクウェア・エニックスはまた、本作を「物語主導のアドベンチャー」と表現している。
同社の作品としては珍しく、国外の著名な俳優を起用しており、主人公のフレイ・ホーランドをイギリスの俳優、エラ・バリンスカが演じ、フレイの右腕のしゃべる腕輪のカフをジョナサン・ケイクが演じる。その他、アーシアの独裁者タンタ・サイラをジャニナ・ガヴァンカーが、司書のジョヘッディをキアラ・セトル、自分よりも他人を優先する親切で心の広い若き女性オーデンをモニカ・バルバロが演じる。
脚本や音楽も社外の脚本家が手がけており、 『ローグ・ワン／スター・ウォーズ・ストーリー』の共同原案者やHalo5の脚本を手がけたゲイリー・ウィッタ、元ノーティドッグでアンチャーテッドシリーズの脚本を手がけたエイミー・ヘニング、『トムとジェリー　オズの魔法使』 『スーサイド・スクワッド2』などの映画脚本を手がけたトッド・スタシュウィックが脚本に、 『God of War（2018）』、「ウォーキング・デッド」の音楽を手掛けたベアー・マクレアリー（Bear McCreary）、『Bioshock』シリーズの作曲家であるギャリー・シャイマン（Garry Schyman）の2名が楽曲制作に参加している。
これらの理由についてクリエイティブプロデューサーの光野は、脚本が開発チームの弱い部分であった事や、『FF』シリーズというファンタジーを作るDNAは活かしつつ、次の作品は全世界のユーザーに響いてほしいという想いがあったからと述べている。

## ストーリー
ニューヨークで暮らすフレイは、ある時ファンタジーが現実になったような異世界『アーシア』へと突然飛ばされてしまう。手に入れた魔法の力を駆使し、元の世界へと戻る方法を探す。

## 登場人物
アルフレイ・"フレイ"・ホーランド（Alfre "Frey" Holland）
演 - エラ・バリンスカ　日本語吹替 - 庄司宇芽香
本作の主人公で、元々はニューヨークに住む21歳一般人であった。
カフ（Cuff）
演 - ジョナサン・ケイク　日本語吹替 - 三上哲
アーシアに飛ばされたフレイの腕に巻き付いていた意志をもつ魔法のブレスレット。広大なアーシアを旅するフレイを導き、さまざまな形でサポートしてくれる。ウィットに富んだカフと、彼の声が唯一聞こえるフレイとは皮肉を込めた冗談をよく言い合っている
タンタ・プラーヴ（Tanta Prave）
演 - ポリアンナ・マッキントッシュ　日本語吹替 - 深見梨加
アーシアの統治者である“タンタ”のひとり。かつて国の裁判官を務めていた彼女は、人の嘘を見破り、善悪を見極める力を持っていた。いまでは無実の人々を断罪する冷酷な処刑人になってしまっている。
タンタ・サイラ（Tanta Sila）
演 - ジャニナ・ガヴァンカー　日本語吹替 - 杉本ゆう
アーシアの統治者で“タンタ”と呼ばれる者たち。その中でも最も恐れられたのがタンタ・サイラである。かつては人々に尊敬され軍を率いてアーシアを守った彼女だが、今では邪魔なものはすべて排除しようと考える独裁的な暴君として知られている。

## 開発
開発当初は『PROJECT ATHIA』というタイトルとして発表された。ハードウェアの世代が進んだことによって、レイトレーシングが利用できるようになり、グラフィックが大幅に向上したという。また、プロシージャル生成によって、従来では手作業で配置されていたオブジェクトの設置がAIによって自動化されたため、巨大なフィールドを短期間で制作できたという。

## 劇中の主な用語
アーシア
フレイが突然飛ばされた地球とは異なる世界。
タンタ
かつてはこの世界を護る存在だったが、今は独裁的な暴君や冷酷な処刑人となっている。

## 評価・受賞歴

### 受賞
- 日本ゲーム大賞2022 - フューチャー部門[14]
- CEDEC AWARDS 2023 - ビジュアルアーツ部門 優秀賞[注 1][15]